# Mieczysław Pemper
Mieczysław Pemper (ur. 24 marca 1920, zm. 7 czerwca 2011) – polski działacz społeczny, z zasymilowanej rodziny żydowskiej z Krakowa, który pomógł Oskarowi Schindlerowi ocalić od zagłady 1200 Żydów.
Pemper był więźniem, tłumaczem, kancelistą i stenografem w obozie płaszowskim u komendanta obozu Amona Götha. Przekazał informację o planowej zagładzie Oskarowi Schindlerowi.
Po wojnie Pemper był świadkiem w procesach nazistowskich zbrodniarzy wojennych w Polsce, m.in. w procesie Amona Götha. Potem przeniósł się do Niemiec i osiedlił w Augsburgu. W 2001 r. otrzymał Federalny Krzyż Zasługi.
W roku 2006 wydał książkę pod tytułem Prawdziwa historia listy Schindlera (ISBN 978-83-05-13461-3).